# Synkrotronstråling
Synkrotronstråling er elektromagnetisk stråling som sendes ud af ladede partikler som bevæger sig med relativistisk fart i et magnetfelt. Strålingsudsendelsen skyldes at en elektrisk ladning (ladede partikler) som bliver accelereret – her grundet et magnetfelt. Synkrotronstråling er nært knyttet til bremsestråling hvor en fri elektron deaccelereres af en ion uden blive indfanget.
Bølgelængden som synkrotronstrålingen udsender, er omvendt proportional med elektronens energi. Synkrotronstrålingen er stærkt polariseret og der produceres meget stråling fra Krabbetågen, pulsarer og radiogalakser.